# Atlantic Starr
Gli Atlantic Starr sono un gruppo musicale R&B statunitense originario di New York e attivo dal 1976. Tra i brani di maggior successo del gruppo vi sono Always (1987), Secret Lovers (1985) e Masterpiece (1991).

## Discografia
- 1978 - Atlantic Starr
- 1979 - Straight to the Point
- 1980 - Radiant
- 1982 - Brilliance
- 1983 - Yours Forever
- 1985 - As the Band Turns
- 1987 - All in the Name of Love
- 1989 - We're Movin' Up
- 1991 - Love Crazy
- 1994 - Time
- 1997 - All Because of You
- 1999 - Legacy